# Vern Clark
Vernon Eugene Clark, född 7 september 1944 i Sioux City, Iowa, är en pensionerad amiral i USA:s flotta.
Han var Chief of Naval Operations (CNO), den högsta yrkesmilitära befattningen i flottan samt ledamot av Joint Chiefs of Staff, från 2000 till 2005.

## Biografi
Vern Clark växte upp i delstaterna Iowa, Nebraska, Missouri och Illinois. Han avlade bachelorexamen vid Evangel University och därefter en MBA från University of Arkansas. Han blev officer i flottan genom OCS i augusti 1968.
Clark tjänstgjorde ombord på jagarna USS John W. Weeks (DD-701) och USS Gearing (DD-710). Som kapten förde han befäl över patrullbåten USS Grand Rapids (PG-98). Senare förde han befäl över fregatten USS McCloy (FF-1038) och jagaren USS Spruance (DD-963) samt Destroyer Squadron Seventeen och Destroyer Squadron Five. Han hade flera stabsbefattningar i både OPNAV och Joint Staff i Pentagon.
Hans första befattning som flaggman var som chef för både J5 och J8 direktoraten vid United States Transportation Command på Scott Air Force Base. Som flaggman förde Clark befäl över Carl Vinson Battle Group/Cruiser Destroyer Group Three, USA:s andra flotta samt över Atlantflottan. Som viceamiral var han chef för operationsavdelningen J3 vid Joint Staff och därefter den högre tjänsten som Director of the Joint Staff.
Clark nominerades av USA:s president Bill Clinton till befattningen som CNO och tillträdde 21 juli 2000. Under hans tid på posten inträffade terroristattacken mot jagare USS Cole i Aden 12 oktober 2000. Året därefter inträffade 11 september-attackerna och kriget mot terrorismen, med anfall mot Afghanistan senare samma år och invasionen av Irak i början av 2003. Clark hade, tillsammans med marinministern (Richard Danzig i Clintonadministrationen och Gordon England i Bushadministrationen), att handskas med omställningen från kalla krigets efterdyningar och neddragningar till en viss upprustning för att handskas med situationen i Mellanöstern. Clark förordnande förlängdes med ett år av president George W. Bush och han gick i pension 22 juli 2005.
Efter tiden i aktiv tjänst som officer har han varit seniorrådgivare till konsultföretaget Booz Allen Hamilton, ledamot i styrelserna för Raytheon Technologies och SRI International samt gästprofessor vid Regent University.